# Antonio Becerra Gaytán
Antonio Becerra Gaytán (Chihuahua, Chihuahua, 19 de abril de 1933) es un político y luchador social mexicano, histórico líder de izquierda en el estado de Chihuahua. Fue diputado federal de 1979 a 1982. Es popularmente conocido como el «Profe Becerra».

## Biografía
Realizó sus estudios básicos en el estado de Tlaxcala, es contador privador egresado del Colegio Palmore de Chihuahua, y tiene una especialización en Psicología en la Escuela Normal Superior José R. Medrano. De 1953 a 1975 ejerció como docente en la Escuela Normal de Chihuahua y en la misma Escuela Normal Superior, así como en la Universidad Autónoma de Chihuahua.
Durante su paso por la Normal Superior destacó como líder estudiantil, iniciando su carrera como político y líder social. Posteriormente, de 1958 a 1959, fue secretario general de la sección local del Sindicato Nacional de Trabajadores de la Educación (SNTE) desde donde fue un destacado seguidor del Movimiento Revolucionario del Magisterio liderado nacionalmente por Othón Salazar.
Militante inicialmente del Partido Revolucionario Institucional (PRI) de 1958 a 1961, este último año lo dejó para unirse al Partido Comunista Mexicano (PCM). En 1964 fue candidato a Senador por Chihuahua por el Frente Electoral del Pueblo, apoyando por el PCM, pero que no tenía registro legal. De 1964 a 1979 fue secretario general del Partido Comunista Mexicano en Chihuahua, al término de este cargo fue integrante del comité central del PCM hasta 1981. El 2 de octubre de 1969 fue detenido ilegalmente por fuerzas gubernamentales que lo detuvieron por espacio de ocho días en el Campo Militar número 1 de la Ciudad de México.
En 1979 fue elegido diputado federal por la vía de la representación proporcional a la LI Legislatura que concluyó en 1982. Fue elegidos como resultado de la reforma electoral de 1977 que otorgó registro legal al Partido Comunista y estableció la elección de 100 diputados plurinominales. La bancada del PCM, oficialmente denominada como Coalición de Izquierda, estuvo compuesta por 18 integrantes, coincidiendo en ella, entre otros, con Arnoldo Martínez Verdugo, Alejandro Gascón Mercado, Gilberto Rincón Gallardo, Pablo Gómez Álvarez, Ramón Danzós Palomino y Othón Salazar.
Al fusionarse en PCM en 1981 con otras organizaciones que dieron origen al Partido Socialista Unificado de México (PSUM) se unió a éste, así como a sus correspondientes sucesores: el Partido Mexicano Socialista y el Partido de la Revolución Democrática (PRD); y posteriormente, el Movimiento Regeneración Nacional (Morena). En las cuestionadas elecciones de 1986 fue candidato del PSUM a gobernador de Chihuahua, los resultados oficiales lo colocaron en el cuarto lugar.
De 1989 a 1992 fue diputado a la LVI Legislatura del Congreso del Estado de Chihuahua postulado por el PRD, el primero de dicho instituto político en Chihuahua.
En 1998 fue candidato a síndido del Ayuntamiento de Chihuahua por el PRD para las elecciones de ese año siendo esta la última vez que Becerra fue candidato a puesto de elección popular.